# Cardenal Quintero
Cardenal Quintero è un comune del Venezuela situato nello Stato del Mérida.
Il capoluogo del comune è la città di Santo Domingo.